# ديريك لي
ديريك لي هو سياسي كندي، ولد في 2 أكتوبر 1948 في كندا. حزبياً، نشط في الحزب الليبرالي الكندي. وقد انتخب عضو مجلس العموم الكندي.